# Переміщені заклади вищої освіти України
Тимчасово переміщений заклад вищої освіти (наукова установа) – заклад вищої освіти (наукова установа), який у період тимчасової окупації або антитерористичної операції у період її проведення, під час здійснення заходів із забезпечення національної безпеки і оборони, відсічі і стримування збройної агресії Російської Федерації у Донецькій та Луганській областях за рішенням засновника (засновників) змінив своє місцезнаходження шляхом переміщення з тимчасово окупованої території до населеного пункту на підконтрольній українській владі території 
Переміщені заклади вищої освіти України — у 2014 році це були 18 державних та 1 приватний заклад вищої освіти Донецької, Луганської областей і Криму, які після початку антитерористичної операції на Донбасі виїхали з території так званих ДНР, ЛНР, а також Криму, на територію, підконтрольну Україні. У 2022 році, внаслідок повномасштабного вторгнення, були переміщені всі ЗВО Донецької та Луганської областей (деякі з цих закладів зазнали переміщення вдруге), частина ЗВО Запорізької та Херсонської областей.
26 січня 2016 року наказом Міністерства освіти і науки України №50 була створена Рада ректорів вищих навчальних закладів, які переміщені із зони проведення антитерористичної операції.
Окремі питання діяльності переміщених ЗВО регулюються Законом України «Про внесення змін до деяких законів України щодо діяльності закладів вищої освіти, наукових установ, переміщених з тимчасово окупованої території та з населених пунктів, на території яких органи державної влади тимчасово не здійснюють свої повноваження».

## Список переміщених ЗВО України
Переміщені ЗВО Донецької області:
1. Донецький національний університет (ДонНУ) — Вінниця (2014).
2. Донецький національний технічний університет (ДонНТУ) — Покровськ (2014; з 2022 року - Луцьк).
3. Донбаська національна академія будівництва і архітектури (ДонНАБА) — Краматорськ, 2014 (з 2022 року - Івано-Франківськ).
4. Донецький національний університет економіки і торгівлі імені Михайла Туган-Барановського (ДонНУЕТ) — Кривий Ріг (2014).
5. Донецький юридичний інститут МВС України (ДЮІ) — Маріуполь, Кривий Ріг, 2014 (з 2022 року - Кропивницький, Кривий Ріг).
6. Донецький національний медичний університет (ДонНМУ) — Кропивницький, Маріуполь і Краматорськ (2014).
7. Донецький державний університет управління[6] (ДонДУУ) — Маріуполь (2014).
8. Донецький університет економіки та права (ДонУЕП) — Павлоград[7] (2014).
9. Горлівський інститут іноземних мов ДЗВО «Донбаський державний педагогічний університет» (ГІІМ ДЗВО «ДДПУ») — Бахмут, 2014 (з 2022 - Дніпро).
10. Макіївський економіко-гуманітарний інститут (МЕГІ).
11. Маріупольський державний університет (МДУ) – Київ (2022).
12. Донбаський державний педагогічний університет - Дніпро (2022).
13. Приазовський державний технічний університет - Дніпро (2022).
14. Донбаська державна машинобудівна академія - Тернопіль (2022).

Переміщені ЗВО Луганської області:
1. Луганський національний університет імені Тараса Шевченка (ЛНУ ім. Т. Шевченка) — Старобільськ, 2014 (з 2022 року - Полтава).
2. Донбаський державний технічний університет (ДонДТУ) — приєднано до СНУ ім. В.Даля. Попередньо, був переміщений до Лисичанська (2014).
3. Луганський національний аграрний університет (ЛНАУ) — Старобільськ. Попередньо, був переміщений до Харкова (2014). З 2022 року - Дніпро.
4. Луганський державний медичний університет (ЛДМУ) — Рубіжне (2014), з 2022 року — Рівне.
5. Луганська державна академія культури і мистецтв (ЛДАКМ ім. Матусовського) — Київ (2014).
6. Луганський державний університет внутрішніх справ імені Едуарда Дідоренка (ЛДУВС) — Сєвєродонецьк (2014), попередньо був переміщений до Миколаєва. З 2022 року — Івано-Франківськ.
7. Східноукраїнський національний університет імені Володимира Даля (СНУ ім. В.Даля) — Сєвєродонецьк, 2014 (з 2022 року - Дніпро, Кам’янець-Подільський, Хмельницький).

Переміщені ЗВО Криму:
1. Таврійський національний університет імені Володимира Івановича Вернадського — Київ (2014).

Переміщені ЗВО Запорізької області:
1. Бердянський державний педагогічний університет - Запоріжжя (2022).
2. Мелітопольський державний педагогічний університет імені Богдана Хмельницького - Запоріжжя (2022).
3. Таврійський державний агротехнологічний університет імені Дмитра Моторного - - Запоріжжя (2022).

Переміщені ЗВО Херсонської області:
1. Херсонська державна морська академія - Одеса (2022).
2. Херсонський державний аграрно-економічний університет - Кропивницький (2022).
3. Херсонський державний університет - Івано-Франківськ (2022).
4. Херсонський національний технічний університет - Хмельницький (2022).

Переміщені заклади післядипломної освіти:
1. Донецький обласний інститут післядипломної педагогічної освіти.
2. Луганський обласний інститут післядипломної педагогічної освіти (ЛОІППО).